# Taraxacum distantilobum
Taraxacum distantilobum — вид рослин з родини айстрових (Asteraceae), поширений у північній і східній Європі та в Казахстані.

## Поширення
Поширений у північній і східній Європі (у т. ч. Україні) та в Казахстані.